# Allotinus multistrigatus
The Great Darkie (Allotinus multistrigatus) là một loài bướm ngày được tìm thấy ở Ấn Độ, thuộc họ Bướm xanh.